# 碎屑岩脈

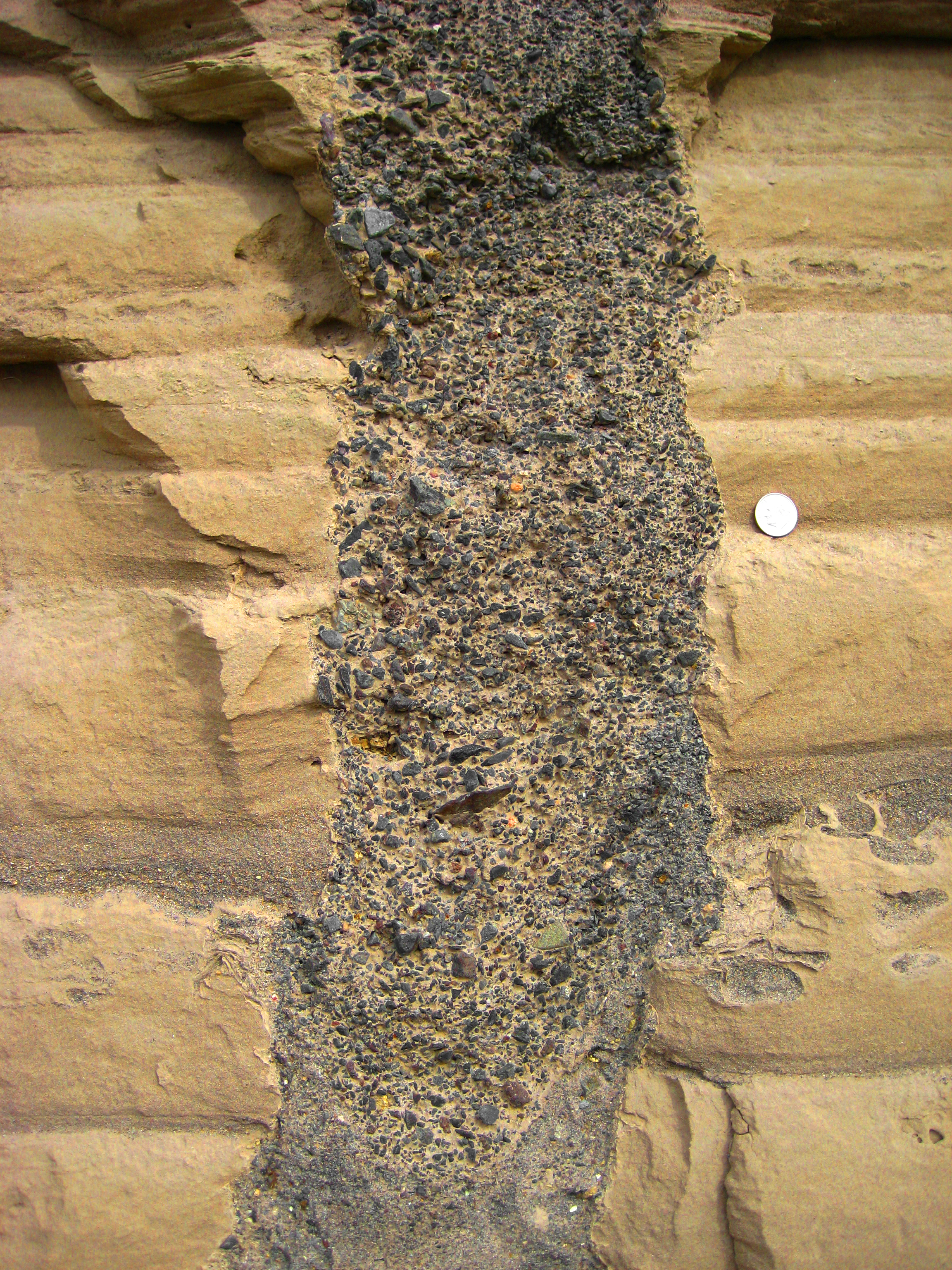
由粗顆粒玄武質砂組成的垂直碎屑岩脈，切割由細粒組成的淺色水平層。 銅幣顯示規模

碎屑岩脈（英語：clastic dike）是沉積物充填到岩石裂縫中的岩脈。碎屑岩脈通過液化注入（加壓孔隙流體的流動）或通過水、風和重力的沉積形成。碎屑岩脈通常是垂直的或接近垂直的。厘米級寬度很常見，但厚度範圍從毫米到米。長度通常是寬度的許多倍。 在全世界的沉積盆地沉積物中都發現了碎屑岩脈
。